# Bateria d'òxid de plata
Una bateria d'òxid de plata (codi IEC: S) és una cel·la primària que utilitza òxid de plata com a material del càtode i zinc per a l'ànode. Aquestes cel·les mantenen un voltatge nominal gairebé constant durant la descàrrega fins que s'esgoten completament. Estan disponibles en mides petites com a piles de botó, on la quantitat de plata utilitzada és mínima i no contribueix prohibitivament al cost total del producte.
Les bateries primàries d'òxid de plata representen el 30% de totes les vendes de bateries primàries al Japó (64 milions de 212 milions el febrer de 2020).

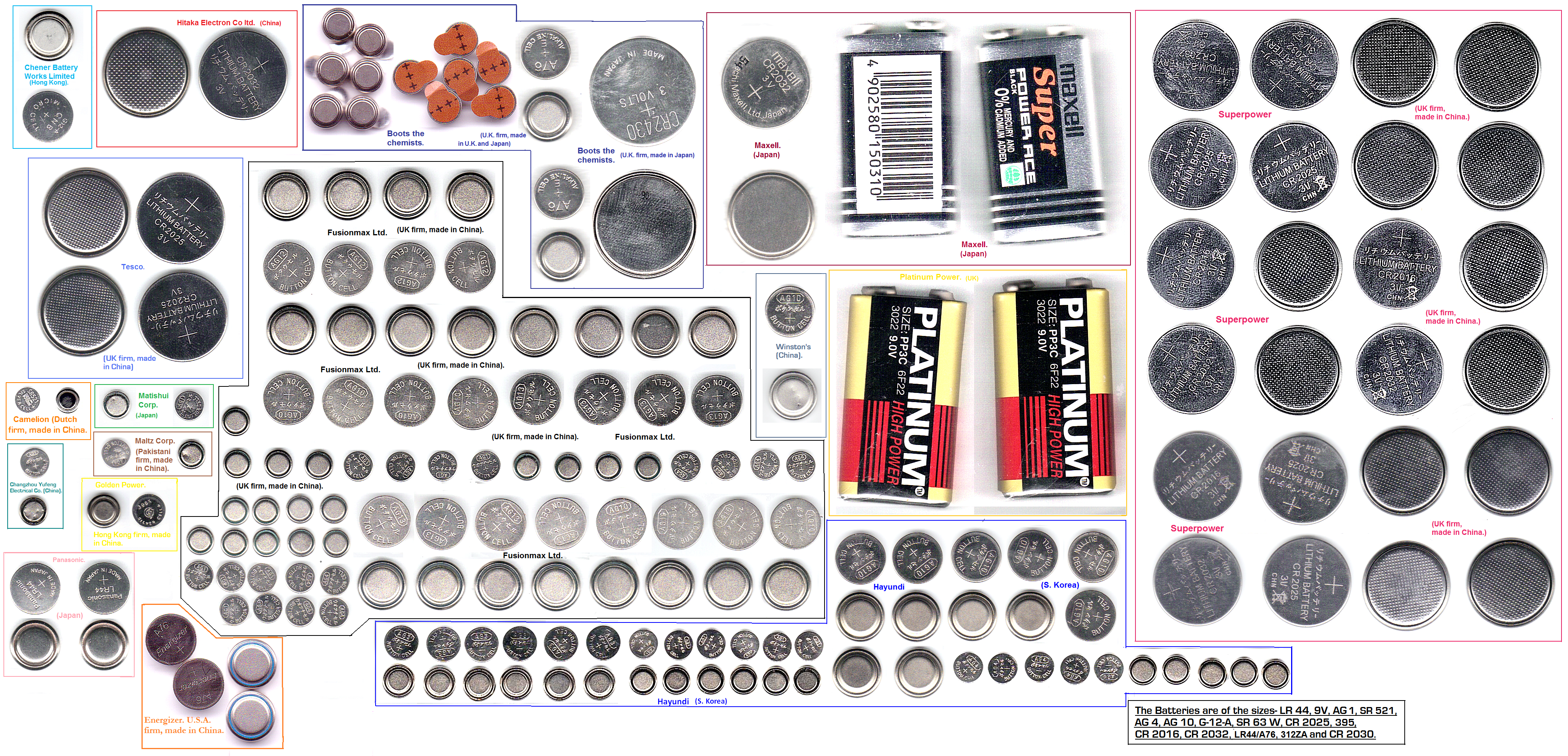
Diverses mides de piles de botó i de botó, algunes de les quals són d'òxid de plata

## Química
Una bateria d'òxid de plata utilitza òxid de plata(I) com a elèctrode positiu (càtode), zinc com a elèctrode negatiu (ànode), més un electròlit alcalí, normalment hidròxid de sodi (NaOH) o hidròxid de potassi (KOH). La plata es redueix al càtode de Ag(I) a Ag, i el zinc s'oxida de Zn a Zn(II).
La reacció de semicel·la a la placa positiva:
{\displaystyle {\ce {Ag2O + H2O + 2e- -> 2Ag + 2OH-}}}, {\displaystyle (E^{\circ }=+0.34{\text{ V}})}
La reacció de la semicel·la a la placa negativa:
{\displaystyle {\ce {{Zn}+2OH^{-}->{\overset {Zinc~hydroxide}{Zn(OH)2}}+2e-}}}, {\displaystyle (E^{\circ }=-1.22{\text{ V}})}
Reacció general:
{\displaystyle {\ce {Zn + H2O + Ag2O -> Zn(OH)2 + 2Ag}}}, {\displaystyle (E^{\circ }=+1.56{\text{ V}})}
Reacció global (forma anhidra):
{\displaystyle {\ce {{Zn}+Ag2O->[{\ce {KOH/NaOH}}]{\overset {Zinc~oxide}{ZnO}}+2Ag}}}

## Construcció

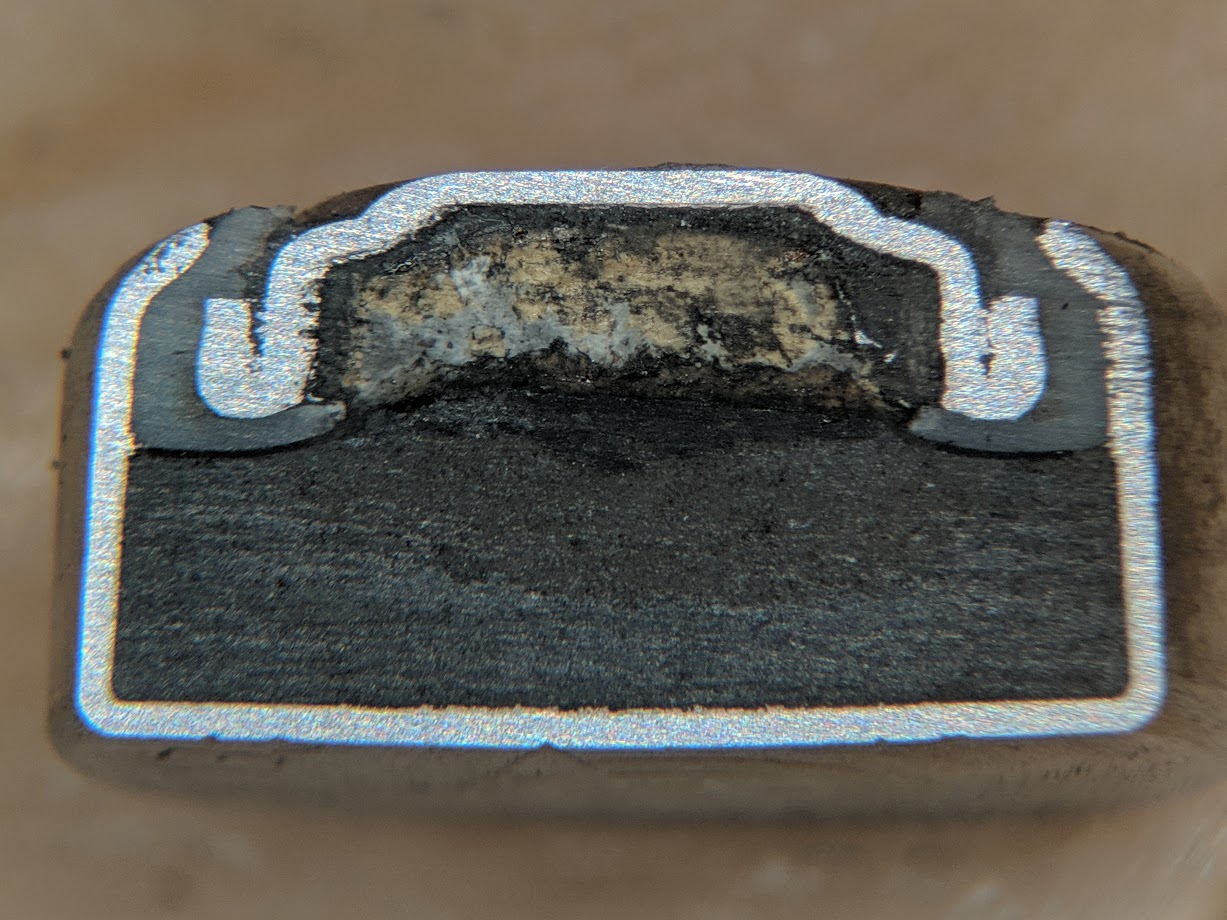
Secció transversal d'una pila de botó de construcció similar

Per tal de reduir el cost de fabricació, la majoria de piles d'òxid de plata disponibles comercialment tenen la forma de piles de botó amb un contingut de plata relativament baix. Aquestes piles de botó generalment segueixen el mateix disseny compacte. La part inferior de la pila és el càtode, que consisteix en un òxid de plata infós amb grafit. Una membrana de plàstic separa aquest càtode d'un ànode de zinc en pols dissolt en un electròlit alcalí. Una junta aïllant manté els dos contactes separats, facilitant la descàrrega de la pila.

## Contingut de mercuri
Fins al 2004, totes les bateries d'òxid de plata contenien fins a un 0,2% de mercuri, incorporat a l'ànode de zinc per inhibir la corrosió de l'entorn alcalí. Aquesta corrosió es produïa independentment de si la bateria subministrava energia o no, cosa que feia que la vida útil fos una consideració important amb les bateries d'òxid de plata. Sony va començar a produir les primeres bateries d'òxid de plata sense mercuri el 2004. La regulació de la Unió Europea ara dicta que totes les bateries han de ser pràcticament lliures de mercuri.

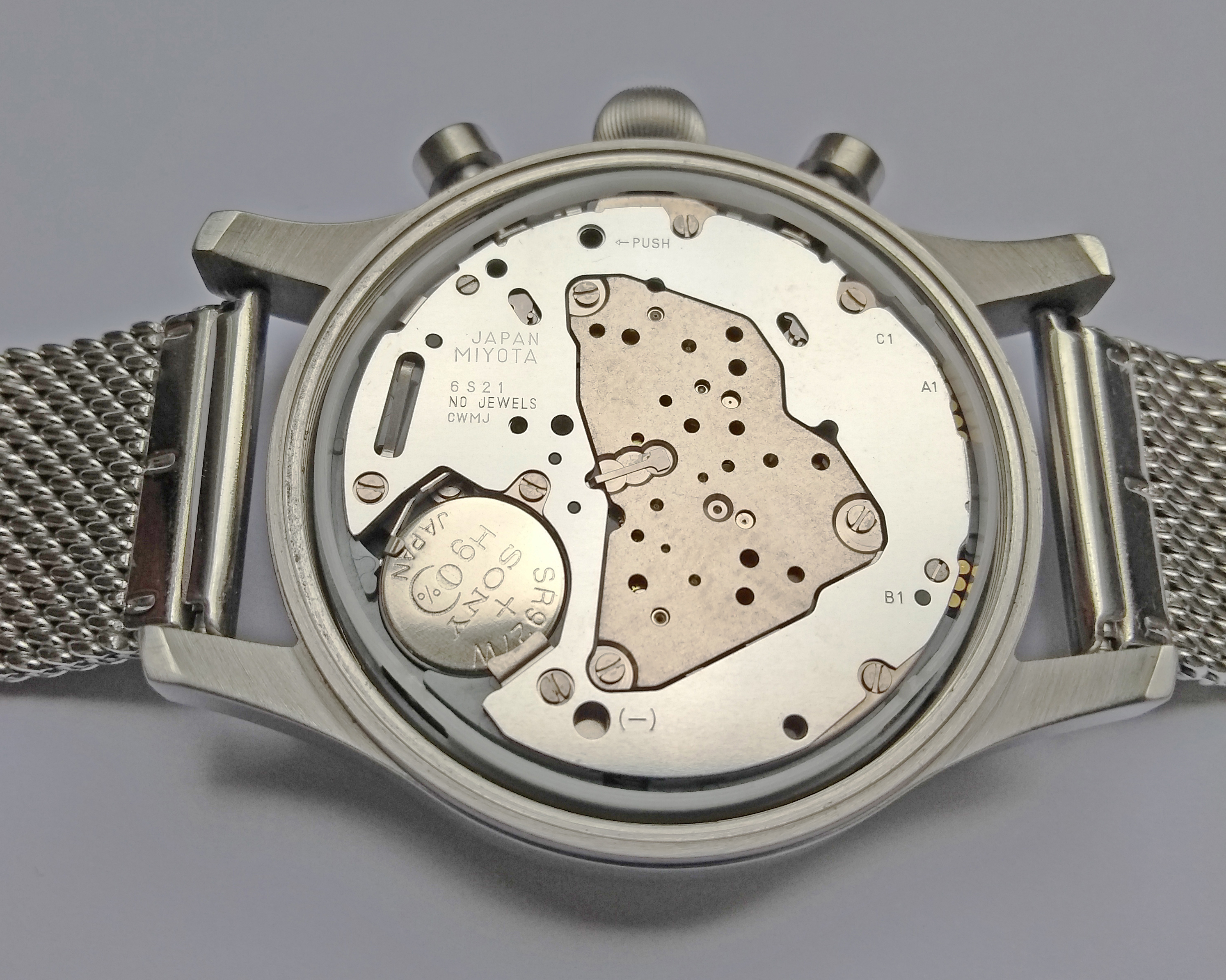
Pila d'òxid de plata utilitzada per alimentar un moviment de rellotge de quars; la pila està marcada com a no conté mercuri

Altres problemes de seguretat amb les cèl·lules d'òxid de plata provenen de la seva petita mida, que sovint provoca ingestió accidental i intoxicació, especialment per part de nens petits.